# Let the Movie Begin
Let the Movie Begin is een onofficeel album (een bootleg) van de Britse post-punk groep Joy Division. Deze cd bevat fragmenten van live optredens die de groep in haar korte bestaan gaf. Ook staan er interviews met de bandleden op. De cd zou zijn samengesteld door Belgische Joy Division fans.

## Tracks
1. Love Will Tear Us Apart
2. Ian Curtis Interview
3. Leaders of Men
4. Stephen Morris en Ian Curtis Interview
5. Failures
6. Ian Curtis Interview
7. Novelty
8. Martin Hannett Interview
9. New Dawn Fades
10. Ian Curtis Interview
11. Ice Age
12. Stephen Morris en Ian Curtis Interview
13. Shadowplay
14. Ian Curtis Interview
15. Passover
16. Martin Hannett Interview
17. Transmission
18. Stephen Morris en Ian Curtis Interview
19. At a Later Date
20. Ian Curtis Interview
21. Digital
22. Bernard Sumner Interview
23. Colony
24. Ian Curtis Interview
25. Auto Suggestion
26. Dead Souls

Ian Curtis · Peter Hook · Stephen Morris · Bernard Sumner